# Cantón Mocache
El Cantón Mocache es uno de los 13 cantones que conforman la provincia ecuatoriana de Los Ríos.  Su cabecera cantonal es la ciudad de Mocache. 
Su población es de 44.550 habitantes, tiene una superficie de 567.96 km².Siendo el octavo cantón más poblado de la provincia 

## Creación
En agosto de 1913 fue erigida en parroquia rural del cantón Vinces, al que perteneció hasta el 7 de octubre de 1943, en que al crearse el cantón Quevedo pasó a formar parte de esa nueva jurisdicción. Finalmente, un comité presidido por el Señor Víctor Castillo Vargas, logró su cantonización el 28 de mayo de 1996.
Su Primer Cabildo se posesionó el 25 de noviembre de ese mismo año.

## Límites cantonales de Mocache
| Noroeste: El Empalme | Norte: Quevedo | Noreste: Quevedo  |
| Oeste: Balzar        |                | Este: Ventanas    |
| Suroeste: Palenque   | Sur: Vinces    | Sureste: Ventanas |

## Gobierno Municipal
El cantón Mocache, al igual que los demás cantones ecuatorianos, se rige por un gobierno municipal según lo estipulado en la Constitución Política Nacional. El Gobierno Municipal de Mocache es una entidad de gobierno seccional que administra el cantón de forma autónoma al gobierno central. 
El Gobierno Municipal de Mocache, se rige principalmente sobre la base de lo estipulado en los artículos 253 y 264 de la Constitución Política de la República y en la Ley de Régimen Municipal en sus artículos 1 y 16, que establece la autonomía funcional, económica y administrativa de la entidad.

### Alcaldía
El poder ejecutivo del cantón es desempeñado por un ciudadano con título de Alcalde de Mocache, el cual es elegido por sufragio directo en una sola vuelta electoral sin fórmulas o binomios en las elecciones municipales. El vicealcalde no es elegido de la misma manera, ya que una vez instalado el Concejo Cantonal de Mocache se elegirá entre los ediles un encargado para aquel cargo. El alcalde y el vicealcalde duran cuatro años en sus funciones, y en el caso del alcalde, tiene la opción de reelección inmediata o sucesiva. El alcalde es el máximo representante de la municipalidad y tiene voto dirimente en el concejo cantonal, mientras que el vicealcalde realiza las funciones del alcalde de modo suplente mientras no pueda ejercer sus funciones el alcalde titular.

El alcalde cuenta con su propio gabinete de administración municipal mediante múltiples direcciones de nivel de asesoría, de apoyo y operativo. Los encargados de aquellas direcciones municipales son designados por el propio alcalde.
Actualmente la alcaldía de Mocache le pertenece a Yenny Domínguez.

### Concejo cantonal
El poder legislativo del cantón es ejercido por el Concejo Cantonal de Mocache el cual es un parlamento unicameral que se constituye al igual que en los demás cantones mediante la disposición del artículo 253 de la Constitución Política Nacional. De acuerdo a lo establecido en la ley, la cantidad de miembros del concejo representa proporcionalmente a la población del cantón.
El cantón Mocache posee cinco concejales, los cuales son elegidos mediante sufragio (Sistema D'Hondt) y duran en sus funciones cuatro años pudiendo ser reelegidos indefinidamente. Los cinco ediles, representan a la población urbana y rural del Cantón. El alcalde preside el concejo en sus sesiones. Al recién instalarse el concejo cantonal por primera vez los miembros eligen de entre ellos  el cargo de vicealcalde de la ciudad.
Los miembros del concejo cantonal organizarán las distintas comisiones municipales conforme a lo preescrito en los artículos 85 y 93 de la Codificación de Ley Orgánica de Régimen Municipal. Las comisiones están conformadas por los miembros principales y suplentes del concejo cantonal y por designados dentro de las diferentes instituciones públicas del cantón. Un concejal puede ser parte de más de una comisión.

## División política
Mocache tiene una parroquias:

### Parroquia urbana
- Mocache (cabecera cantonal)